# 永野健
永野 健（ながの たけし、1923年3月17日 - 2008年5月12日）は、日本の実業家。従三位勲一等工学博士。広島県安芸郡下蒲刈町三之瀬（現呉市）出身。

## 略歴
東京府立五中、第二高等学校を経て、東京帝国大学第一工学部卒業。父は運輸大臣を務めた永野護。元日本経済新聞編集委員の永野健二は次男。
大学卒業後の1945年、三菱鉱業に入社。コロンビア大学工学部冶金学科に留学。1962年工学博士（九州大学）。1982年に三菱金属の社長に就任。無公害などの特徴を持つ最後の銅精錬技術「三菱連続製銅法」の商業化を手がけた。また社長在任中、旧本社ビル建て替え・再開発（大手町ファーストスクエア）を主導し、大阪アメニティパークを建設した。1990年に三菱金属と三菱鉱業セメントが合併し新たに三菱マテリアルが発足すると初代会長に就任した。社名は募集後、永野が決めた。
1991年、日経連会長に就任。四年間の会長在任中、ベアゼロ論やワークシェアリング等、斬新な提案で世間をたびたび驚かせた。当人は「時代を反映した当たり前のことを言っただけ」と嘯いたが「発言する財界人」とも「けんか屋」とも言われた。また、急激な円高で製造業の生産拠点の海外移転が進む中、国内の産業空洞化を避けるため、賃下げも辞さぬ強い姿勢で臨んだ。1995年まで同会長を務め、在任中は公共料金の値上げや高速道路料金改定に強く反対したり、航空会社のアルバイトスチュワーデス導入を巡って亀井静香運輸大臣と論争を繰り広げるなど歯に衣着せぬ発言で知られた。
1994年勲一等瑞宝章受章。1995年長寿科学振興財団会長。2008年5月12日、心不全のため85歳にて死去。叙従三位。